# 中央法律専門学校
中央法律専門学校（ちゅうおうほうりつせんもんがっこう）は、東京都豊島区南池袋に所在する専門学校。

## 概要
学歴が実力を象徴するのは過去のことで、資格が実力を最も客観的に証明するとしている。
学生の1人1人が心の通った教育ができるように少人数教育が行われており、教室のレイアウトも工夫されている。
中央法律専門学校で2年間学んで専門士の称号を授与された者の中から4年制大学の3年次に推薦で編入学できる制度がある。この制度で大学に2年間通い学士の称号が得られるようになっている。

### 構成[1]
- 法律法務IT学科
- サイバーセキュリティ学科
- セキュリティ法務IT専攻学科
- 国際ファイナンシャルビジネスIT学科
- 経営法務IT学科
- ITビジネス学科
- 経営法務ビジネスIT専攻学科
- 日語ビジネスIT専攻学科
- トレンドビジネスIT専攻学科
- 国際ビジネスIT専攻学科